# Crete (Nebraska)
Crete je grad u američkoj saveznoj državi Nebraska. Prema popisu stanovništva iz 2010. u njemu je živjelo 6,960 stanovnika.